# 3809 Amici
A 3809 Amici (ideiglenes jelöléssel 1984 FA) a Naprendszer kisbolygóövében található aszteroida. Osservatorio San Vittore fedezte fel 1984. március 26-án.